# Gregory Breit

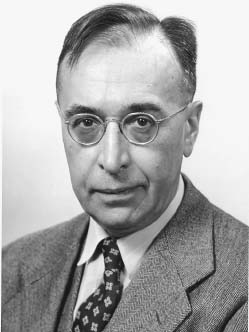
Gregory Breit

Gregory Breit (* 14. Juli 1899 in Nikolajew, Gouvernement Cherson, Russisches Kaiserreich, (heute Ukraine); † 11. September 1981 in Salem (Oregon)) war ein US-amerikanischer Physiker, der sich mit Kernphysik beschäftigte.
Breit studierte an der Johns Hopkins University (Bachelor 1920), wo er 1921 promovierte. 1921/22 war er als National Research Fellow an der Universität Leiden (bei Paul Ehrenfest) und danach an der Harvard University. 1923 wurde er Assistant Professor an der University of Minnesota und war von 1924 bis 1929 an der Carnegie Institution in Washington, D.C. in der Abteilung Erdmagnetismus. 1928 war er an der ETH Zürich. 1929 wurde er Professor an der New York University, 1934 an der University of Wisconsin–Madison und 1947 an der Yale University (ab 1958 als Donner Professor of Physics). Ab 1968 war er Professor an der State University of New York at Buffalo, wo er 1974 emeritierte.
1935/36 war er am Institute for Advanced Study. 1940/41 war er am Naval Ordnance Laboratory der US Navy. Im Zweiten Weltkrieg war er im Manhattan Project, wobei ihn Arthur Holly Compton zunächst als Leiter ausgesucht hatte. Breit gab diese Position aber 1942 auf, sein Nachfolger wurde Robert Oppenheimer. Er war am Metallurgical Laboratory in Chicago als Koordinator des Projekts Schnelle Neutronen und 1943 bis 1945 Chefphysiker am Aberdeen Proving Ground, dem Ballistiklabor der US-Armee.
Seit 1939 war er Mitglied der National Academy of Sciences, 1951 wurde er in die American Academy of Arts and Sciences gewählt. 1964 erhielt er die Franklin Medal und 1967 die National Medal of Science. 1969 erhielt er den Tom-W.-Bonner-Preis für Kernphysik.
1927 bis 1929, 1939 bis 1941, 1954 bis 1956 und 1961 bis 1963 war er Associate Editor von Physical Review.
In den 1930er Jahren arbeitete er unter anderem mit Eugene Wigner über Resonanzen (siehe auch Neutroneneinfang und Compoundkern). Die Breit-Wigner-Formel ist nach den beiden Herren benannt. Ebenso nach ihm benannt ist das Breit-System. Zusammen mit John Archibald Wheeler untersuchte der den Prozess der Elektron-Positron-Paarerzeugung beim Stoß von zwei Photonen (Breit-Wheeler-Effekt).